# Formel Nippon 2005
Formel Nippon 2005 kördes över 9 omgångar. Satoshi Motoyama blev mästare.

## Delsegrare
| Datum       | Bana   | Vinnare          |
| ----------- | ------ | ---------------- |
| 3 april     | Motegi | Richard Lyons    |
| 17 april    | Suzuka | Yuji Ide         |
| 15 maj      | Sugo   | Satoshi Motoyama |
| 5 juni      | Fuji   | Benoît Tréluyer  |
| 3 juli      | Suzuka | Satoshi Motoyama |
| 31 juli     | Mine   | Yuji Ide         |
| 28 augusti  | Fuji   | André Lotterer   |
| 23 oktober  | Motegi | Satoshi Motoyama |
| 27 november | Suzuka | André Lotterer   |

## Slutställning
| Plats | Förare             | Poäng |
| ----- | ------------------ | ----- |
| 1     | Satoshi Motoyama   | 52    |
| 2     | Yuji Ide           | 39    |
| 3     | Richard Lyons      | 30    |
| 4     | André Lotterer     | 20    |
| 5     | Takashi Kogure     | 15    |
| 6     | Benoît Tréluyer    | 14    |
| 7     | Tsugio Matsuda     | 14    |
| 8     | Takeshi Tsuchiya   | 13    |
| 9     | Ronnie Quintarelli | 12    |
| 10    | Sakon Yamamoto     | 9     |